# 에지스토 판돌피니
에지스토 판돌피니(이탈리아어: Egisto Pandolfini eˈdʒisto pandolˈfiːni[*], 1926년 2월 17일~ 2019년 1월 29일)는 이탈리아의 전 축구 선수로, 현역 시절 미드필더로 활약했다.

## 구단 경력
판돌피니는 라스트라 아 시냐 출신이다. 그는 12시즌 동안 세리에 A의 피오렌티나, 로마, 인테르나치오날레, 그리고 SPAL에서 활약하며 316번의 경기에 출전해 75골을 기록했다.

## 국가대표팀
판돌피니는 이탈리아 국가대표팀 경기에 21번 출전해 9골을 기록했고, 1950년과 1954년 월드컵에 출전했으며, 1948년과 1952년 하계 올림픽에 출전했다. 그는 2019년 1월 29일에 향년 92세로 영면에 들었다.